# Règlement de comptes (album d'Alonzo)
Pour les articles homonymes, voir Règlement de comptes.
 (août 2023).
Si vous disposez d'ouvrages ou d'articles de référence ou si vous connaissez des sites web de qualité traitant du thème abordé ici, merci de compléter l'article en donnant les références utiles à sa vérifiabilité et en les liant à la section « Notes et références ».
Albums de Alonzo
Amour, gloire & cité
(2012) Avenue de Saint-Antoine
(2016)
Règlement de comptes est le troisième album d'Alonzo sorti le 26 janvier 2015.

## Liste des pistes
| No  | Titre                           | Durée |
| --- | ------------------------------- | ----- |
| 1.  | Foumbouni                       | 3:28  |
| 2.  | Même tarif (avec Booba)         | 3:34  |
| 3.  | En boucle                       | 1:50  |
| 4.  | La belle vie                    | 3:36  |
| 5.  | Dans son sac (avec Maître Gims) | 3:29  |
| 6.  | Carré VIP                       | 3:58  |
| 7.  | Y’a rien à faire                | 4:01  |
| 8.  | Brinks (avec Gradur)            | 4:04  |
| 9.  | Marseille                       | 3:48  |
| 10. | En bombe                        | 3:12  |
| 11. | Bronzé à vie (avec Houssein)    | 3:58  |
| 12. | RDC                             | 4:30  |
| 13. | Tu vas parler                   | 4:09  |
| 14. | Merci (avec Lacrim)             | 3:59  |
| 15. | Il le fallait                   | 3:50  |

## Clips vidéos
- La belle vie : 2 juin 2014
- Y’a rien à faire : 2 octobre 2014
- Tu vas parler : 9 janvier 2015
- Dans son sac (avec Maître Gims) : 19 février 2015
- En boucle : 28 mars 2015
- Bronzé à vie (avec Houssein) : 11 avril 2015